# Bigift
Bigift är en blandning av olika kemiska ämnen, främst melittin (40-50%) och apamin (2-3%), som produceras hos bin avsett att bekämpa olika angripare, däggdjur, fåglar, insekter, spindlar .
Ett bistick ger ca 0,5 mikroliter vätska. Giftet är mycket komplext och består av minst 40 substanser. Viktiga proteinkomponenter är:
- mellitin (orsakar intensiv smärta)
- fosfolipas (orsakar svullnad)
- hyaluronidas (orsakar svullnad)
- apamin (osäker verkan, tros påverka cellmembranerna, men kan möjligen även ge neurotoxiska symtom).

Flera bioaminer är:
- histamin
- dopamin
- noradrenalin

Giftet ger kring själva stickstället en lokal reaktion med svullnad, rodnad, värmeökning, smärta och klåda. Vid många samtidiga stick kan allmänsymtom uppträda som illamående, feber och slöhet.
Största risken med bigift är dock att dess komponenter är höggradigt allergena. Hos känsliga personer kan därför förnyade stick utlösa livshotande allergiska reaktioner.
Stor risk föreligger också om sticket ges t.ex. i munhåla eller svalg där svullnaden kan komma att utgöra andningshinder och orsaka kvävning. Då biets gadd efter angreppet lämnas kvar i huden fortsätter den avlämnade giftapparaten att pumpa in gift en kort stund. Är man mycket snabb och omedelbart avlägsnar bakkroppsspetsen kan mängden gift som pumpas in i såret minskas. Gadden skall skrapas bort, använd inte pincettgreppet om giftblåsan.
Bigift har använts som ett alternativ vid behandling av reumatiska sjukdomar.
Den som är biodlare och överkänslig på något sätt bör kontakta läkare för att erhålla kortisontabletter som löses i vatten.